# 沃尔索尔足球俱乐部
華素爾足球會（英語：Walsall Football Club）於1888年由「華素爾城」（Walsall Town）及「華素爾快捷」（Walsall Swifts）合併而成。份屬黑鄉中最小的足球會（黑鄉還包括西布朗和狼隊），華素爾的比賽鮮能吸引超過6,000球迷觀戰。
球會歷年來以出產優秀的年青球員而著名，當中阿倫·奇勒（Allan Clarke）加盟由唐·李維（Don Revie）領導的列斯聯，最終奪得聯賽冠軍及入選英格蘭國腳。畢·威廉斯（Bert Williams）及菲爾·柏堅斯（Phil Parkes）先後成為英格蘭守門員。大衛·基利（David Kelly）在1988年離開華素爾後一直在頂級聯賽作賽及代表愛爾蘭。較近期有米高·歷格斯（Michael Ricketts）在效力保頓時代表英格蘭，马特·费耶特（Matty Fryatt）及依斯美·德蒙塔纳克（Ishmel Demontagnac）同時代表不同年齡的英格蘭。

## 大事紀年
| 年 份   | 事 項 |
| ------- | --- |
| 1889-90 | 以「華素爾城快捷」（Walsall Town Swifts）名義成為足球同盟（Football Alliance）的始創成員                  |
| 1892-93 | 成為足球聯盟乙組聯賽始創成員                                                                              |
| 1895-96 | 乙組聯賽排第十四位，不獲重選留級。將名字除去「Town Swifts」成為「華素爾」。加入中部聯賽（Midland League） |
| 1896    | 再獲選加入足球聯盟乙組聯賽                                                                                |
| 1901    | 乙組聯賽排第十六位，不獲重選留級。再次參加中部聯賽                                                        |
| 1903-04 | 加入佰明翰及地區聯賽（Birmingham & District League）                                                      |
| 1910-11 | 同時參加南部聯賽（Southern League）乙組聯賽                                                               |
| 1912    | 放棄南部聯賽                                                                                              |
| 1921-22 | 成為足球聯盟北部丙組聯賽始創成員                                                                          |
| 1927-28 | 轉往南部丙組聯賽                                                                                          |
| 1931-32 | 再轉回北部丙組聯賽                                                                                        |
| 1936-37 | 又轉往南部丙組聯賽                                                                                        |
| 1958-59 | 聯賽重組後被置於丁組聯賽                                                                                  |
| 1959-60 | 丁組聯賽冠軍，升級丙組                                                                                    |
| 1960-61 | 丙組聯賽亞軍，升級乙組                                                                                    |
| 1963    | 乙組聯賽排第廿一位，降級丙組                                                                              |
| 1979    | 丙組聯賽排第廿二位，降級丁組                                                                              |
| 1979-80 | 丁組聯賽亞軍，升級丙組                                                                                    |
| 1983-84 | 晉身聯賽杯四強                                                                                            |
| 1987-88 | 丙組聯賽排第三位，附加賽第一輪兩回合累計4-2擊敗諾士郡，決賽兩回合累計3-3，重賽4-0擊敗布里斯托城，升級乙組 |
| 1989    | 乙組聯賽排第廿四位，降級丙組                                                                              |
| 1990    | 丙組聯賽排第廿四位，降級丁組                                                                              |
| 1992-93 | 超聯成立，丁組重組成為丙組〈IV〉。丙組〈IV〉聯賽排第五位，附加賽準決賽兩回合累計3-9負於克魯               |
| 1994-95 | 丙組〈IV〉聯賽亞軍，升級乙組〈III〉                                                                       |
| 1998-99 | 乙組〈III〉聯賽亞軍，升級甲組〈II〉                                                                       |
| 2000    | 甲組〈II〉排第廿二位，降級乙組〈III〉                                                                     |
| 2000-01 | 乙組〈III〉聯賽排第四位，附加賽準決賽兩回合累計4-2擊敗史篤城，千禧球場決賽3-2擊敗雷丁，升級甲組〈II〉     |
| 2004    | 甲組〈II〉聯賽排第廿二位，降級乙組〈III〉。乙組〈III〉聯賽更名“英甲聯賽”                                  |
| 2005-06 | 英甲聯賽排第廿四位，降級英乙聯賽                                                                          |
| 2006-07 | 英乙聯賽冠軍，升級英甲聯賽                                                                                |
| 2014-15 | 决賽0-2負於布里斯托城，聯賽錦標亞軍                                                                       |
| 2015-16 | 英甲聯賽排第三位，附加賽準決賽兩回合累計1-6負於                                                           |
| 2018-19 | 英甲聯賽排第廿二位，降班英乙聯賽                                                                          |

## 近況
參見2015年至2016年英格蘭足球甲級聯賽
- 2015年9月30日，球隊作客1-0擊敗，是領隊迪恩·史密斯（Dean Smith）自2011年上任後領軍的第250場賽事，期間取得79勝93和78負的成績[1]。
- 2015年10月16日，執教接近5年將於季後約滿的領隊迪恩·史密斯（Dean Smith）簽署12個月的滾動新約[2]。
- 2015年11月30日，與英冠球會賓福特達成賠償協議，領隊迪恩·史密斯（Dean Smith）和副手理察·奥基利（Richard O'Kelly）一同離隊[3]。
- 2015年12月18日，委任前布里斯托城領隊（Sean O'Driscoll）接任主教練，簽約18個月，看守三人組全部留隊加入教練團，乔恩·惠特尼（Jon Whitney）升任一隊教練，尼尔·卡特勒（Neil Cutler）是主要負責門將的教練，而约翰·沃德（John Ward）則負責青年隊[4]。
- 2016年3月6日，於近戰6場不勝，雖然球隊仍然位處第4位，仍然與執教僅16場的（Sean O'Driscoll）解除賓主關係[5]。
- 2016年3月7日，一隊教練乔恩·惠特尼（Jon Whitney）暫代一隊主教練，而門將教練尼尔·卡特勒（Neil Cutler）和具豐富經驗的约翰·沃德（John Ward）從旁協助，重組迪恩·史密斯（Dean Smith）離任時的看守三人組[6]。
- 2016年3月25日，臨時主帥乔恩·惠特尼（Jon Whitney）引入前隊長迪恩·霍顿（Dean Holden）加入教練團[7]。

## 主場球場

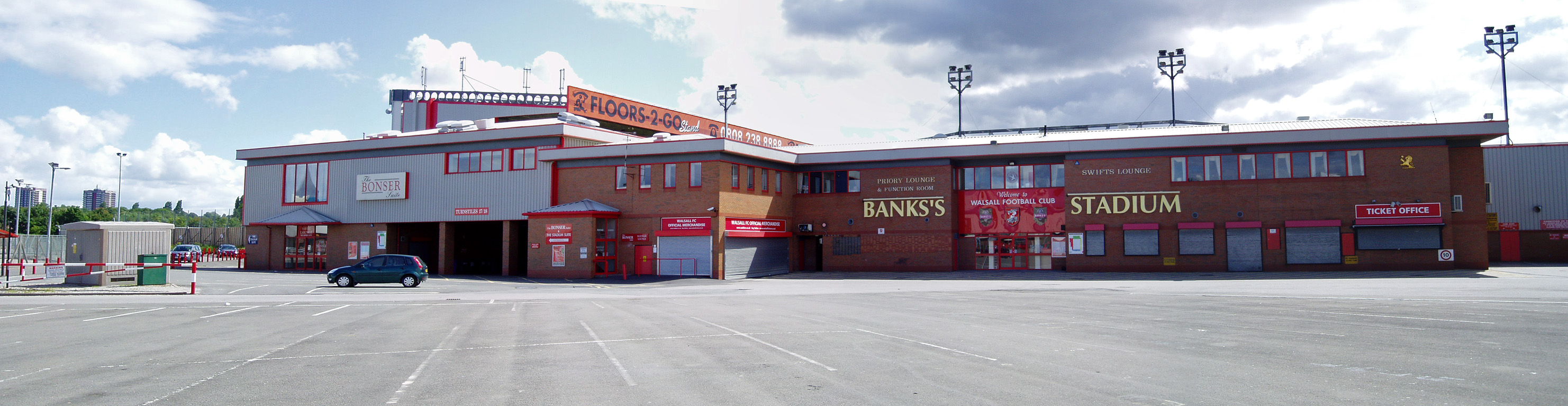
比斯葛運動場

比斯葛運動場（Bescot Stadium）建於1990年，是華素爾足球會的主場球場，在“Floors-2-Go”看台（部份球迷仍稱之為艾尔索普看台）於2003/04年擴建後容量達到11,300名觀眾，球場還包含會議及教育設施，使其成為當地商業及居民的焦點。比斯葛曾作英格蘭21歲以下代表隊及英格蘭女子代表隊的國際賽主場球場。球會於2005年宣佈重建作客球迷的希斯蘭看台（Healthland Stand），規模與“Floors-2-Go”看台類同，其背面面對M6高速公路的廣告牌將作為重建資金的主要來源，預計與相連的酒店項目於明年落成。
2007年5月9日球場因獲馬斯頓啤酒公司（Marston's PLC，前稱Wolverhampton and Dudley Brewery）贊助而更名班克斯運動場（Banks's Stadium）。

## 榮譽
| 榮譽                   | 次數        | 年度        |
| 聯 賽 比 賽            | 聯 賽 比 賽 | 聯 賽 比 賽 |
| ---------------------- | ----------- | ----------- |
| 乙組〈III〉聯賽 亞軍   | 1           | 1998/99年   |
| 乙組〈III〉附加賽 冠軍 | 1           | 2000/01年   |
| 丙組聯賽 亞軍          | 1           | 1960/61年   |
| 丙組联赛附加賽 冠軍    | 1           | 1987/88年   |
| 乙級〈IV〉聯賽 冠軍    | 1           | 2006/07年   |
| 丙組〈IV〉聯賽 亞軍    | 1           | 1994/95年   |
| 丁組聯賽 冠軍          | 1           | 1959/60年   |
| 盃 賽 比 賽            |             |             |
| 英格蘭聯賽錦標 亞軍    | 1           | 2014/15年   |

## 著名球星
- 艾尔索普（Gilbert Alsop）
- 阿倫·奇勒（Allan Clarke）
- 史丹·哥利摩亞（Stan Collymore）
- 保羅·麥臣（Paul Merson）
- 大衛·基利（英语：David Kelly (footballer)）（David Kelly）